# 国際美容協会
一般財団法人国際美容協会（こくさいびようきょうかい）は、東京都渋谷区に所在する一般財団法人。

## 概要
- 1947年、国際美容クラブ設置。1958年（昭和33年）名称変更。
- 所在：東京都渋谷区代々木2-26-1 1桑野ビル5C
- 理事長：山野愛子ジェーン

### 事業
- 1 美容技術及び環境衛生の向上に関する調査研究
- 2 内外の美容技術及び環境衛生に関する図書、雑誌等の刊行
- 3 我が国の美容技術の向上のための美容師の海外派遣及び 外国美容師の招聘
- 4 美容業務に従事している者に対する美容技術及び 環境衛生についての研究会・講習会の開催
- 5 一般国民に対する美容知識の普及に資する講演会、映画会等の開催
- 6 国際美容コンクールの開催
- 7 国際美容文化会館の建設及び運営
- 8 国際美容文化の吸収交流に貢献した功労者の表彰
- 9 その他、目的達成のために必要な事業